# Rhône-vidéki bucó
A Rhône-vidéki bucó (Zingel asper) a sugarasúszójú halak (Actinopterygii) osztályának a sügéralakúak (Perciformes) rendjébe, ezen belül a sügérfélék (Percidae) családjába tartozó faj.

## Előfordulása
A Rhône-vidéki bucó csak a Rhône környékének tiszta és oxigéndús vizeiben él, a Rhône és mellékfolyói, például Doubs.
Ezt a halat az élőhelyének pusztítása és a vízszennyeződés veszélyezteti.

## Megjelenése
A hal testhossza 15 - 20 centiméter, legfeljebb 22 centiméter. Súlya legfeljebb 100 gramm. 70 - 80 apró, fésűs pikkelye van egy hosszanti sorban. Kopoltyúfedőinek hátulsó szegélyén erős tüske található, az elő-kopoltyúfedő hátulsó szegélye fogazott. Úszóhólyagja teljesen visszafejlődött. 43-45 csigolyája van.

## Életmódja
A kövek között tartózkodik a sekély partmenti részeken. Állandó szálláshelye van. Csak a szürkület beálltával indul táplálékot keresni. Tápláléka férgek, vízirovarok, apró puhatestűek, emellett halikra és ivadék is.

## Szaporodása
Az ivarérettséget 2-4 évesen éri el. Március - áprilisban ívik. A 2,2 milliméter átmérőjű ikrák, 13 Celsius-fokos hőmérsékletnél, 14 nap alatt kelnek ki. Az ivadék, amig 2,5 centiméternél kisebb, a kavicsok között él és táplálkozik.